# Tavagnacco
Tavagnacco é uma comuna italiana da região do Friuli-Venezia Giulia, província de Udine, com cerca de 12.371 habitantes. Estende-se por uma área de 15 km², tendo uma densidade populacional de 825 hab/km². Faz fronteira com Martignacco, Pagnacco, Pasian di Prato, Reana del Rojale, Tricesimo, Udine.

## Demografia
| Variação demográfica do município entre 1861 e 2011                               |
|                                                                                   |
| Fonte: Istituto Nazionale di Statistica (ISTAT) - Elaboração gráfica da Wikipedia |